# Johann Liss
Johann Liss (Oldenburg in Holstein, 1595 – Venezia, 5 novembre 1630) è stato un pittore tedesco.

## Biografia
Dopo un'iniziale educazione nello Schleswig-Holstein continuò i suoi studi nei Paesi Bassi, visitando Amsterdam, Haarlem, e Anversa. Giunse a Venezia intorno al 1620 avvicinandosi a Domenico Fetti dopo varie esperienze compiute viaggiando in tutta Europa, dal Caravaggio ai pittori fiamminghi, il Rubens, da cui trasse il colore denso e brillante.
A Venezia assimilò intelligentemente la grande trazione veneziana del Cinquecento come nell'Abele pianto dai genitori, con quello squarcio di cielo al tramonto accentuato dal contrasto con la massa scura del paesaggio.
La sua pittura negli ultimi anni si fa sempre più luminosa e lieve di tocco e pare così anticipare le soluzioni di fine Seicento, per esempio di Sebastiano Ricci o di Giambattista Tiepolo.
Liss morì a causa della peste tra il 1629 ed il 1630.
A causa della sua prematura morte, di Liss rimane solo una piccola eredità. Fu un pittore di soggetti mitologici e biblici, un maestro dei colori.

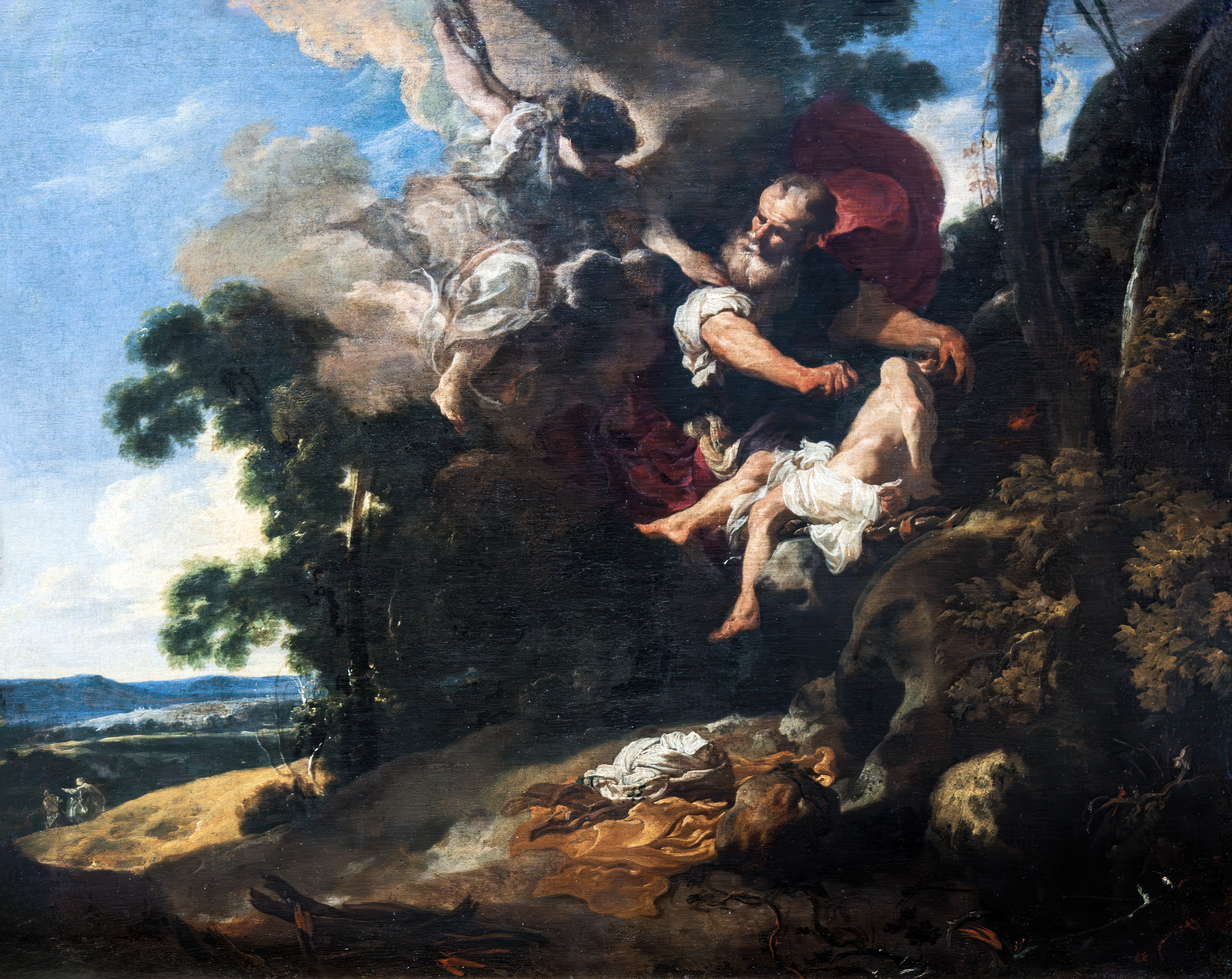
Sacrificio di Isacco, Gallerie dell'Accademia
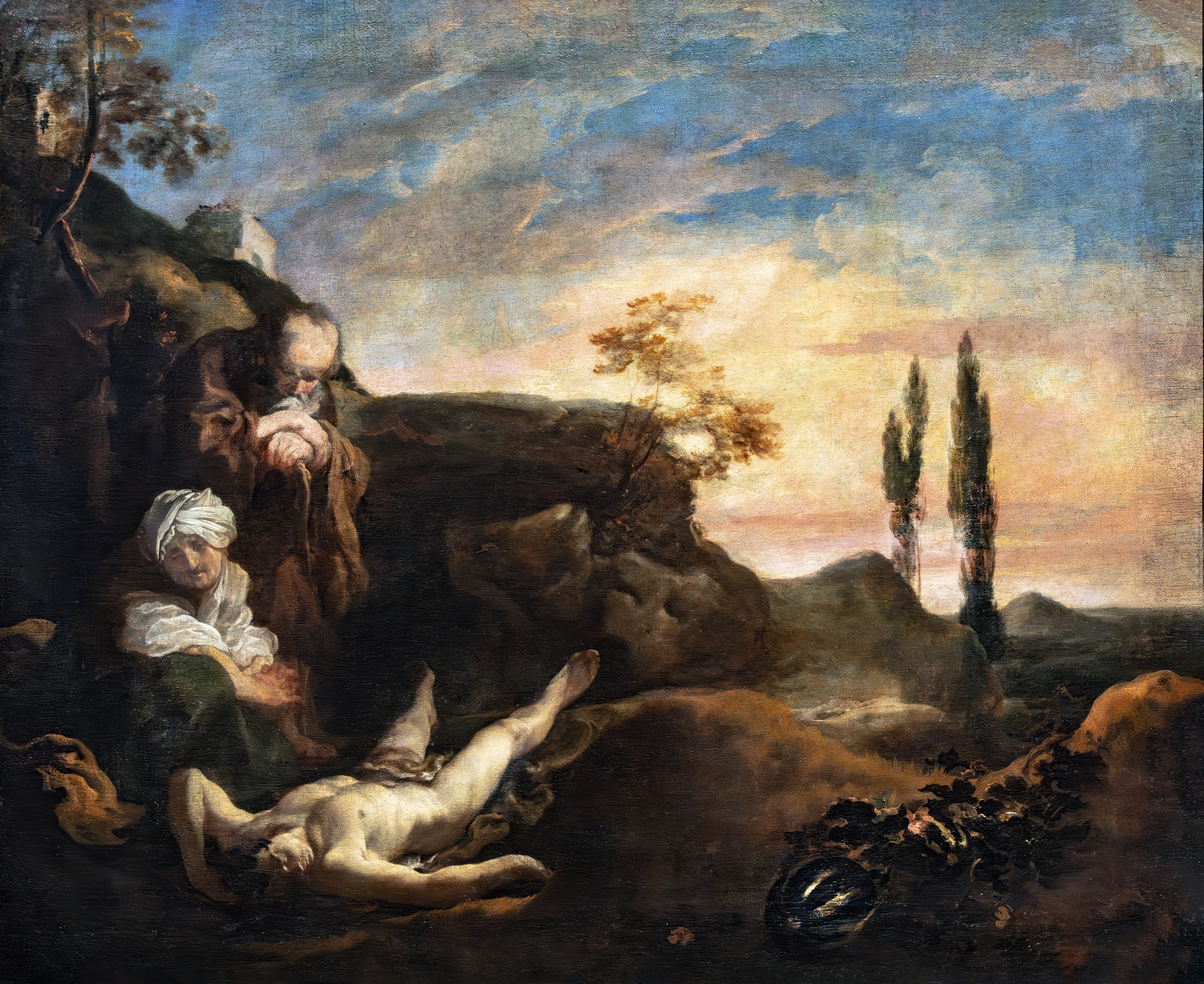
Abele pianto dai genitori, Gallerie dell'Accademia
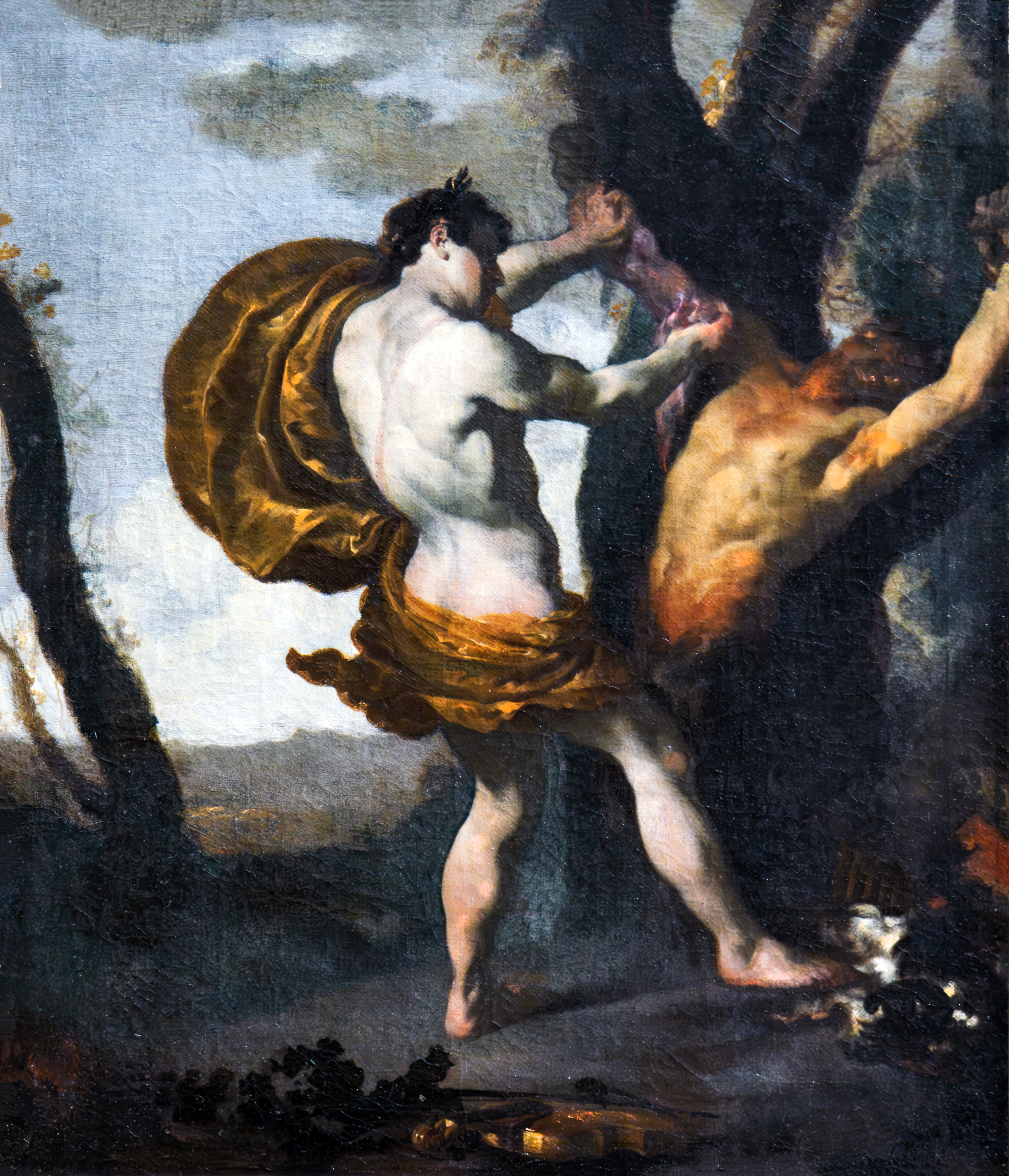
Apollo e Marsia, Gallerie dell'Accademia